# Supercopa d'Espanya de futbol
|  | Per a altres significats, vegeu «Supercopa d'Espanya (desambiguació)». |

La Supercopa d'Espanya és un campionat de futbol organitzat per la Reial Federació Espanyola de Futbol que es juga des del 1982, i que des del 2020 es juga en format de Final Four on hi participen el campió i el subcampió de la Lliga de primera divisió espanyola i els dos finalistes de la Copa del Rei. Fins l'edició del 2018 es jugava a dos partits (anada i tornada) en el qual s'enfrontaven el campió de la Lliga Espanyola i el campió de la Copa del Rei.
Als seus inicis, si un equip es proclamava campió de lliga i copa alhora, en resultava automàticament campió (edicions de 1984 i 1989). Aquesta normativa canvià posteriorment, i des de l'any 1996 si un equip aconseguia el doblet, llavors el subcampió de la Copa del Rei disputava la Supercopa amb el campió de Lliga.
El màxim golejador històric de la competició és Lionel Messi, amb 14 gols.

## Format
- Des de l'any 1982 fins a l'any 1993 no hi havia un període establert i els clubs acordaven les dates dels dos partits a disputar. Per manca d'acord dels clubs en les dates dels partits no es van celebrar algunes edicions del torneig (1986 i 1987).
- A partir de l'any 1994 es va establir un calendari i els partits d'anada i tornada es disputaven al mes d'agost, marcant l'inici de la temporada futbolística.
- A partir del gener de 2020, la Federació Espanyola de Futbol canvià el format de la competició passant-lo a una final a quatre on hi participen els campions i el subcampions de la Lliga de primera divisió i la Copa del Rei, jugant-se a l'Aràbia Saudita, per primer cop fora de territori espanyol.[2]

## Antecedents històrics
Els antecedents històrics de la Supercopa d'Espanya els trobem a les següents competicions:
- La Copa de Campions (1939-40)
- La Copa d'Or Argentina (1944-45)
- La Copa María Eva Duarte de Perón (1946-1953)

## Historial
|                                       | Campió de la Lliga espanyola     |
|                                       | Campió de la Copa del Rei        |
| En negreta                            | Equip guanyador                  |
| (1)                                   | Nombre de títols                 |
| (pro.)                                | Pròrroga                         |
| (p.)                                  | Penals                           |
| (A.)                                  | Regla dels gols en camp contrari |
| Nota: Noms dels equips segons l'època |                                  |

| Edició | Temp.   | Data       | Campió                | Res.                      | Subcampió                 | Seu                                       | refs   |
| --- | ------- | ---------- | --------------------- | ------------------------- | ------------------------- | ----------------------------------------- | ------ |
| I | 1982-83 | N/D        | Reial Societat (1)    | 0-1 / 4-0                 | Reial Madrid              | Final a doble partit                      | [ 4 ]  |
| II | 1983-84 | N/D        | FC Barcelona (1)      | 3-1 / 0-1                 | Athletic Club             | Final a doble partit                      | [ 4 ]  |
| III | 1984-85 | N/D        | Athletic Club (1)     | Campió de Lliga i de Copa | Campió de Lliga i de Copa | Campió de Lliga i de Copa                 | [ 4 ]  |
| IV | 1985-86 | N/D        | Atlètic de Madrid (1) | 3-1 / 0-1                 | FC Barcelona              | Final a doble partit                      | [ 4 ]  |
| No es disputà la temporada 1986-87 perquè el Reial Madrid, campió de Lliga, i el Reial Saragossa no acordaren les dates de celebració. |         |            |                       |                           |                           |                                           |        |
| No es disputà la temporada 1987-88 perquè el Reial Madrid, campió de Lliga, i la Reial Societat no acordaren les dates de celebració.  |         |            |                       |                           |                           |                                           |        |
| V | 1988-89 | N/D        | Reial Madrid (1)      | 2-0 / 1-2                 | FC Barcelona              | Final a doble partit                      | [ 4 ]  |
| VI | 1989-90 | N/D        | Reial Madrid (2)      | Campió de Lliga i de Copa | Campió de Lliga i de Copa | Campió de Lliga i de Copa                 | [ 4 ]  |
| VII | 1990-91 | N/D        | Reial Madrid (3)      | 1-0 / 4-1                 | FC Barcelona              | Final a doble partit                      | [ 4 ]  |
| VIII | 1991-92 | N/D        | FC Barcelona (2)      | 0-1 / 1-1                 | Atlètic de Madrid         | Final a doble partit                      | [ 4 ]  |
| IX | 1992-93 | N/D        | FC Barcelona (3)      | 3-1 / 1-2                 | Atlètic de Madrid         | Final a doble partit                      | [ 4 ]  |
| X | 1993-94 | N/D        | Reial Madrid (4)      | 3-1 / 1-1                 | FC Barcelona              | Final a doble partit                      | [ 4 ]  |
| XI | 1994-95 | N/D        | FC Barcelona (4)      | 0-2 / 4-5                 | Reial Saragossa           | Final a doble partit                      | [ 4 ]  |
| XII | 1995-96 | N/D        | RC Deportivo (1)      | 3-0 / 2-1                 | Reial Madrid              | Final a doble partit                      | [ 4 ]  |
| XIII | 1996-97 | N/D        | FC Barcelona (5)      | 5-2 / 1-3                 | Atlètic de Madrid         | Final a doble partit                      | [ 4 ]  |
| XIV | 1997-98 | N/D        | Reial Madrid (5)      | 1-2 / 4-1                 | FC Barcelona              | Final a doble partit                      | [ 4 ]  |
| XV | 1998-99 | N/D        | RCD Mallorca (1)      | 2-1 / 1-0                 | FC Barcelona              | Final a doble partit                      | [ 4 ]  |
| XVI | 1999-00 | N/D        | València CF (1)       | 1-0 / 3-3                 | FC Barcelona              | Final a doble partit                      | [ 4 ]  |
| XVII | 2000-01 | N/D        | RC Deportivo (2)      | 0-0 / 2-0                 | RCD Espanyol              | Final a doble partit                      | [ 4 ]  |
| XVIII | 2001-02 | N/D        | Reial Madrid (6)      | 1-1 / 3-0                 | Reial Saragossa           | Final a doble partit                      | [ 4 ]  |
| XIX | 2002-03 | N/D        | RC Deportivo (3)      | 3-0 / 1-0                 | València CF               | Final a doble partit                      | [ 4 ]  |
| XX | 2003-04 | N/D        | Reial Madrid (7)      | 2-1 / 3-0                 | RCD Mallorca              | Final a doble partit                      | [ 4 ]  |
| XXI | 2004-05 | N/D        | Reial Saragossa (1)   | 1-0 / 1-3                 | València CF               | Final a doble partit                      | [ 4 ]  |
| XXII | 2005-06 | N/D        | FC Barcelona (6)      | 0-3 / 1-2                 | Reial Betis               | Final a doble partit                      | [ 4 ]  |
| XXIII | 2006-07 | N/D        | FC Barcelona (7)      | 0-1 / 3-0                 | RCD Espanyol              | Final a doble partit                      | [ 4 ]  |
| XXIV | 2007-08 | N/D        | Sevilla FC (1)        | 1-0 / 3-5                 | Reial Madrid              | Final a doble partit                      | [ 4 ]  |
| XXV | 2008-09 | N/D        | Reial Madrid (8)      | 3-2 / 4-2                 | València CF               | Final a doble partit                      | [ 4 ]  |
| XXVI | 2009-10 | N/D        | FC Barcelona (8)      | 1-2 / 3-0                 | Athletic Club             | Final a doble partit                      | [ 4 ]  |
| XXVII | 2010-11 | N/D        | FC Barcelona (9)      | 3-1 / 4-0                 | Sevilla FC                | Final a doble partit                      | [ 4 ]  |
| XXVIII | 2011-12 | N/D        | FC Barcelona (10)     | 2-2 / 3-2                 | Reial Madrid              | Final a doble partit                      | [ 4 ]  |
| XXIX | 2012-13 | N/D        | Reial Madrid (9)      | 3-2 / 2-1 (A.)            | FC Barcelona              | Final a doble partit                      | [ 4 ]  |
| XXX | 2013-14 | N/D        | FC Barcelona (11)     | 1-1 / 0-0 (A.)            | Atlètic de Madrid         | Final a doble partit                      | [ 4 ]  |
| XXXI | 2014-15 | N/D        | Atlètic de Madrid (2) | 1-1 / 1-0                 | Reial Madrid              | Final a doble partit                      | [ 4 ]  |
| XXXII | 2015-16 | N/D        | Athletic Club (2)     | 4-0 / 1-1                 | FC Barcelona              | Final a doble partit                      | [ 4 ]  |
| XXXIII | 2016-17 | N/D        | FC Barcelona (12)     | 0-2 / 3-0                 | Sevilla FC                | Final a doble partit                      | [ 5 ]  |
| XXXIV | 2017-18 | N/D        | Reial Madrid (10)     | 1-3 / 2-0                 | FC Barcelona              | Final a doble partit                      | [ 4 ]  |
| XXXV | 2018-19 | 12-08-2018 | FC Barcelona (13)     | 2-1                       | Sevilla FC                | Estadi Ibn Battouta, Tànger               | [ 6 ]  |
| XXXVI | 2019-20 | 12-01-2020 | Reial Madrid (11)     | 0-0 (4-1, p.)             | Atlètic de Madrid         | Ciutat Esportiva del rei Abdullah, Jiddah | [ 7 ]  |
| XXXVII | 2020-21 | 17-01-2021 | Athletic Club (3)     | 3-2 (pro.)                | FC Barcelona              | Estadi de la Cartuja, Sevilla             | [ 8 ]  |
| XXXVIII | 2021-22 | 16-01-2022 | Reial Madrid (12)     | 2-0                       | Athletic Club             | Estadi Rei Fahd, Riad                     | [ 9 ]  |
| XXXIX | 2022-23 | 15-01-2023 | FC Barcelona (14)     | 3-1                       | Reial Madrid              | Estadi Rei Fahd, Riad                     | [ 10 ] |
| XXXX | 2023-24 | 14-01-2024 | Reial Madrid (13)     | 4-1                       | FC Barcelona              | Estadi Universitari Rei Saüd, Riad        | [ 11 ] |
| XXXXI | 2024-25 | 12-01-2025 | FC Barcelona (15)     | 5-2                       | Reial Madrid              | Ciutat Esportiva del rei Abdullah, Jiddah | [ 12 ] |

## Palmarès
| Club                             | Campió | Subcampió | Finals | Anys campió                                                                              | Anys subcampió                                                         |
| -------------------------------- | ------ | --------- | ------ | ---------------------------------------------------------------------------------------- | ---------------------------------------------------------------------- |
| Futbol Club Barcelona            | 15     | 12        | 27     | 1983, 1991, 1992, 1994, 1996, 2005, 2006, 2009, 2010, 2011, 2013, 2016, 2018, 2023, 2025 | 1985, 1988, 1990, 1993, 1997, 1998, 1999, 2012, 2015, 2017, 2021, 2024 |
| Reial Madrid Club de Futbol      | 13     | 7         | 20     | 1988, 1989, 1990, 1993, 1997, 2001, 2003, 2008, 2012, 2017, 2020, 2022, 2024             | 1982, 1995, 2007, 2011, 2014, 2023, 2025                               |
| Athletic Club                    | 3      | 3         | 6      | 1984, 2015, 2021                                                                         | 1983, 2009, 2022                                                       |
| Real Club Deportivo de La Coruña | 3      | 0         | 3      | 1995, 2000, 2002                                                                         | —                                                                      |
| Club Atlético de Madrid          | 2      | 5         | 7      | 1985, 2014                                                                               | 1991, 1992, 1996, 2013, 2020                                           |
| València Club de Futbol          | 1      | 3         | 4      | 1999                                                                                     | 2002, 2004, 2008                                                       |
| Sevilla Fútbol Club              | 1      | 3         | 4      | 2007                                                                                     | 2010, 2016, 2018                                                       |
| Reial Saragossa                  | 1      | 2         | 3      | 2004                                                                                     | 1994, 2001                                                             |
| Reial Club Deportiu Mallorca     | 1      | 1         | 2      | 1998                                                                                     | 2003                                                                   |
| Reial Societat                   | 1      | 0         | 1      | 1982                                                                                     | —                                                                      |
| RCD Espanyol de Barcelona        | 0      | 2         | 2      | —                                                                                        | 2000, 2006                                                             |
| Real Betis Balompié              | 0      | 1         | 1      | —                                                                                        | 2005                                                                   |